# 萨克森人民党
萨克森人民党（德語：Sächsische Volkspartei）是德国历史上的一个具有社会主义倾向的左翼自由主义和激进民主主义政党，由威廉·李卜克内西和奥古斯特·倍倍尔于1866年8月19日在开姆尼茨建立，并于1869年8月8日并入新成立的德国社会民主工党。该党是萨克森地区自由派、反普鲁士的资产阶级和社会主义工人组织的联盟。
在萨克森人民党发表的《开姆尼茨纲领》的序言中，该党承诺“在一切情况下和一切领域中，与德国自由和统一的敌人作斗争”，提倡“德国人民不受限制的自决权”、“促进全民福祉”和“使劳动和劳动者摆脱一切压迫和一切奴役”。